# Chipiona
Chipiona és un municipi de la província de Cadis, a Andalusia (Espanya). Està situat entre els municipis de Rota i Sanlúcar de Barrameda

## Personalitats il·lustres
- Federico Oliver Crespo, escriptor
- Rocío Jurado, cantant
- Julio Ceballos, pintor